# BASIC Stamp

DIL d'un BASIC Stamp 2 mostrant els principals components.

BASIC Stamp és un microcontrolador que posseeix un intèrpret especialitzat de BASIC (PBASIC) que es troba en la seva memòria ROM. Aquest microcontrolador és fabricat per Parallax, Inc. i és popular entre els afeccionats a l'electrònica des de principis de la dècada de 1990 per la seva facilitat d'aprenentatge i el seu fàcil ús, així com el llenguatge de programació BASIC que cal per controlar aquest xip.

## Descripció

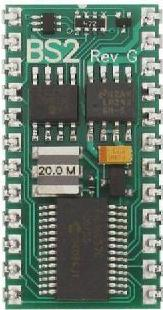
The BASIC Stamp 2

BASIC Stamp té la forma d'un xip DIP (Dual In Package) en una placa de circuit imprès que conté els elements essencials per a explotar les funcionalitats del microcontrolador:
- Un microcontrolador que conté la CPU, ROM que posseeix l'intèrpret de BASIC i diversos elements perifèrics.
- Memòria, de tipus EEPROM
- Un rellotge intern
- Una font d'alimentació.
- Connexions externes d'entrada i sortida.

Algunes aplicacions del Basic Stamp
- Electrònica Industrial (Automatitzacions).
- Comunicacions i interfície amb altres equips (RS-232).
- Interfície amb altres Microcontroladors.
- Equips de Mesurament.
- Equips de Diagnòstics.
- Equips d'Adquisició de Dades.
- Robòtica (Servo mecanismes).
- Projectes musicals.
- Projectes de Física.
- Projectes on calgui automatitzar processos artístics
- Programació d'altres microcontroladors.
- Interfície amb altres dispositius de lògica TTL:

Teclat -
Pantalles LCD -
Protocol de comunicació X-10 -
Sensors -
Memòries -
Rellotge en Temps Real (RTC)-
Convertidors A/D, D/A, Potenciòmetres Digitals